# Nigel Russell
Nigel Russell (1948 – Austin (Texas), 14 augustus 2009) was een Canadees folksinger-songwriter, -gitarist en -violist. Hij is bekend om het schrijven van het nummer White Collar Holler en als lid van de band The Studebakers uit Austin, Texas.

## Biografie
Russell werd geboren in Schotland en groeide op in Ontario, Canada. Hij studeerde aan de Trent University in Peterborough, waar hij zich aansloot bij de Trent Folk Club en optrad in het trio The Hobbits met Stan Rogers en Terri Olenick.
Russell trad op als leadgitarist voor folkzanger Stan Rogers tot 1973, toen hij werd vervangen door Rogers' broer Garnet. Hij schreef het nummer The White Collar Holler, dat jarenlang regelmatig door Rogers werd uitgevoerd Rogers nam het nummer later op op zijn album Between the Breaks ... Live! en verschijnt ook op het album Waterside van de band Dramtreeo, en op het compilatiealbum AK79.
Russell trad een aantal jaren op in folkmuzieklocaties in Ontario. Begin jaren 1980 verhuisde hij naar Austin, Texas, waar hij optrad met The Studebakers, een band die bestond uit een driedelige vrouwelijke vocale harmonie. De band bracht in 2004 de twee albums Christmas With the Studebakers en Now and Then uit via het Orchard-label en later So In Love With the Studebakers.

## Overlijden
Nigel Russell overleed in augustus 2009 op 61-jarige leeftijd.